# 空間繪圖
空間繪圖（英語：或）運用科技在空間中進行藝術創作，除了讓平面的線畫與色塊可以在空間呈現，同時也可以立體的方式創作作品。
1949年畢卡索為美國《生活》雜誌創作的系列作品可謂先驅：Pablo Picasso Draws With Light: The Story Behind an Iconic Photo (life.com) （页面存档备份，存于）
2018年台灣的小學安排一系列「向大師致敬」的課程中亦安排「在空間中作畫」的「虛擬空間繪圖」課程，以學生的生肖「豬」做為主體，進行創作。
使用的軟體為Google旗下的Tilt Brush，即可使用STREAM、HTC、META等公司發展的沉浸裝置中進行創作。